# Robert Donner
Robert Donner (New York, 27 aprile 1931 – Los Angeles, 8 giugno 2006) è stato un attore statunitense.

## Biografia
In quarant'anni di carriera, fece centinaia di comparse, sia nel mondo del cinema che in quello della televisione: recitò, infatti, in numerose serie, nonché in vari film, senza tuttavia raggiungere la fama, poiché fu quasi sempre impiegato in ruoli minori.
Esordì sul grande schermo nel 1959 con un ruolo non accreditato nel western Un dollaro d'onore e prese parte anche ai suoi due remake, El Dorado (1966) e Rio Lobo (1970). Lo si ricorda per il personaggio di Exidor in Mork & Mindy e di Yancy Tucker in Una famiglia americana.
Morì nel 2006 a causa di un'aritmia.

## Filmografia

### Cinema
- Un dollaro d'onore (Rio Bravo), regia di Howard Hawks (1959)
- L'uomo che uccise Liberty Valance (The Man Who Shot Liberty Valance), regia di John Ford (1962)
- Pazzi, pupe e pillole (The Disorderly Orderly), regia di Frank Tashlin (1964)
- Linea rossa 7000 (Red Line 7000), regia di Howard Hawks (1965)
- Agente H.A.R.M. (Agent for H.A.R.M.), regia di Gerd Oswald (1966)
- El Dorado, regia di Howard Hawks (1966)
- Il fantasma ci sta (The Spirit Is Willing), regia di William Castle (1967)
- Nick mano fredda (Cool Hand Luke), regia di Stuart Rosenberg (1967)
- Catalina Caper, regia di Lee Sholem (1967)
- Mash, la guerra privata del sergente O'Farrell (The Private Navy of Sgt. O'Farrell), regia di Frank Tashlin (1968)
- Skidoo, regia di Otto Preminger (1968)
- I due invincibili (The Undefeated), regia di Andrew V. McLaglen (1969)
- Il falso testimone (Zig Zag), regia di Richard A. Colla (1970)
- Chisum, regia di Andrew V. McLaglen (1970)
- Rio Lobo, regia di Howard Hawks (1970)
- Punto zero (Vanishing Point), regia di Richard T. Sarafian (1971)
- Uno spaccone chiamato Hark (One More Train to Rob), regia di Andrew V. McLaglen (1971)
- Zia, vuoi fare parte della CIA? (Mrs. Pollifax-Spy), regia di Leslie H. Martinson (1971)
- L'uomo dinamite (Fools' Parade), regia di Andrew V. McLaglen (1971)
- Ti combino qualcosa di grosso (Something Big), regia di Andrew V. McLaglen (1971)
- Pickup on 101, regia di John Florea (1972)
- Lo straniero senza nome (High Plains Drifter), regia di Clint Eastwood (1973)
- L'uomo che amò Gatta Danzante (The Man Who Loved Cat Dancing), regia di Richard C. Sarafian (1973)
- Vivo quanto basta per ammazzarti (Santee), regia di Gary Nelson (1973)
- Stringi i denti e vai! (Bite the Bullet), regia di Richard Brooks (1975)
- The Boy Who Talked to Badgers, regia di Gary Nelson (1975)
- La parola di un fuorilegge... è legge! (Take a Hard Ride), regia di Antonio Margheriti (1975)
- Gli ultimi giganti (The Last Hard Men), regia di Andrew V. McLaglen (1976)
- L'ultima odissea (Damnation Alley), regia di Jack Smight (1977)
- Cinque giorni ancora (Five Days from Home), regia di George Peppard (1979)
- Sotto l'arcobaleno (Under the Rainbow), regia di Steve Rash (1981)
- Hysterical, regia di Chris Bearde (1983)
- Gli avventurieri della città perduta (Allan Quatermain and the Lost City of Gold), regia di Gary Nelson (1986)
- Hoot, regia di Wil Shriner (2006)

### Televisione
- Combat! – serie TV, un episodio (1965)
- Gli uomini della prateria (Rawhide) – serie TV, 4 episodi (1961-1965)
- Le spie (I Spy) – serie TV, 2 episodi (1965-1968)
- Daniel Boone – serie TV, 2 episodi (1966-1967)
- I giorni di Bryan (Run for Your Life) – serie TV, 2 episodi (1966-1967)
- Laredo – serie TV, un episodio (1967)
- Garrison Commando (Garrison's Gorillas) – serie TV, 2 episodi (1967)
- Adam-12 – serie TV, 6 episodi (1968-1973)
- Gunsmoke – serie TV, 3 episodi (1968-1975)
- Good Morning, World – serie TV, un episodio (1968)
- Il virginiano (The Virginian) – serie TV, episodio 7x08 (1968)
- The Outsider – serie TV, episodio 1x08 (1968)
- Il grande teatro del west (The Guns of Will Sonnett) – serie TV, 2 episodi (1968)
- Death Valley Days – serie TV, un episodio (1968)
- Bonanza – serie TV, 2 episodi (1969-1970)
- La grande vallata (The Big Valley) – serie TV, episodio 4x23 (1969)
- Ironside – serie TV, un episodio (1969)
- Lassie: Well of Love – film TV (1970)
- The Intruders – film TV (1970)
- Ai confini dell'Arizona (The High Chaparral) – serie TV, 2 episodi (1970)
- Due onesti fuorilegge (Alias Smith and Jones) – serie TV, 3 episodi (1971-1972)
- The Bold Ones: The Senator – serie TV, un episodio (1971)
- Sarge – serie TV, un episodio (1971)
- Lassie – serie TV, un episodio (1971)
- The Bold Ones: The Lawyers – serie TV, un episodio (1971)
- Mod Squad, i ragazzi di Greer (The Mod Squad) – serie TV, 2 episodi (1971)
- Una famiglia americana (The Waltons) – serie TV, 19 episodi (1972-1979)
- Longstreet – serie TV, un episodio (1972)
- No Place to Run – film TV (1972)
- Ghost Story – serie TV, un episodio (1972)
- Cannon – serie TV, 2 episodi (1973-1975)
- Colombo (Columbo) – serie TV, 3 episodi (1973-1994)
- Kung Fu – serie TV, un episodio (1973)
- The Horror at 37,000 Feet – film TV (1973)
- McMillan e signora (McMillan & Wife) – serie TV, un episodio (1973)
- Mannix – serie TV, un episodio (1973)
- A tutte le auto della polizia (The Rookies) – serie TV, un episodio (1973)
- Griff – serie TV, un episodio (1973)
- L'uomo da sei milioni di dollari (The Six Million Dollar Man) – serie TV, 2 episodi (1974-1975)
- Mrs. Sundance – film TV (1974)
- Nakia – serie TV, un episodio (1974)
- Uno sceriffo a New York (McCloud) – serie TV, un episodio (1974)
- Disneyland – serie TV, 4 episodi (1975-1978)
- Get Christie Love! – serie TV, un episodio (1975)
- S.W.A.T. – serie TV, un episodio (1975)
- La famiglia Holvak (The Family Holvak) – serie TV, un episodio (1975)
- Young Pioneers – film TV (1976)
- Sara – serie TV, un episodio (1976)
- La città degli angeli (City of Angels) – serie TV, un episodio (1976)
- Racconti della frontiera – serie TV (The Quest) (1976)
- Charlie's Angels – serie TV, episodio 1x07 (1976)
- Captains and the Kings – miniserie TV, un episodio (1976)
- Young Pioneers' Christmas – film TV (1976)
- Codice R (Code R) – serie TV, un episodio (1977)
- The Feather and Father Gang – serie TV, un episodio (1977)
- Martinelli, Outside Man – film TV (1977)
- Mork & Mindy – serie TV, 22 episodi (1978-1982)
- Standing Tall – film TV (1978)
- Alla conquista del west (How the West Was Won) (1978)
- Trail of Danger – film TV (1978)
- The Young Pioneers – serie TV, un episodio (1978)
- Attenti ai ragazzi (Who's Watching the Kids) – serie TV, un episodio (1978)
- CHiPs – serie TV, un episodio (1979)
- Truck Driver (B.J. and the Bear) – serie TV, un episodio (1979)
- ABC Weekend Specials – serie TV, un episodio (1979)
- La famiglia Bradford (Eight Is Enough) – serie TV, un episodio (1979)
- L'incredibile Hulk (The Incredible Hulk) – serie TV, 2 episodi (1980-1981)
- A Day for Thanks on Walton's Mountain – film TV (1982)
- Professione pericolo (The Fall Guy) – serie TV, 4 episodi (1983-1986)
- Voyagers! – serie TV, un episodio (1983)
- La casa nella prateria (Little House on the Prairie) – serie TV, un episodio (1983)
- The Mississippi – serie TV, un episodio (1983)
- Tuono blu (Blue Thunder) – serie TV, un episodio (1984)
- Oh Madeline – serie TV, un episodio (1984)
- Simon & Simon – serie TV, un episodio (1984)
- A-Team (The A-Team) – serie TV, un episodio (1984)
- Matlock – serie TV, 2 episodi (1986-1988)
- La signora in giallo (Murder, She Wrote) - serie TV, episodi 2x18-7x16 (1986-1991)
- Starman – serie TV, un episodio (1986)
- Falcon Crest – serie TV, 5 episodi (1987-1988)
- MacGyver – serie TV, 4 episodi (1987-1990)
- Saranno famosi (Fame) – serie TV, un episodio (1987)
- Cinque ragazze e un miliardario (Rags to Riches) – serie TV, un episodio (1987)
- Webster – serie TV, un episodio (1988)
- The Rocket Boy – film TV (1989)
- Good Morning, Miss Bliss – serie TV, un episodio (1989)
- CBS Schoolbreak Special – serie TV, un episodio (1989)
- The Hit Man – film TV (1991)
- L'ispettore Tibbs (In the Heat of the Night) – serie TV, un episodio (1992)
- With a Vengeance – film TV (1992)
- A Walton Thanksgiving Reunion – film TV (1993)
- Hearts Afire – serie TV, un episodio (1993)
- Alien Nation: Dark Horizon – film TV (1994)
- Legend – serie TV, 5 episodi (1995)
- The Naked Truth – serie TV, un episodio (1995)
- Pacific Blue – serie TV, un episodio (1998)
- Ultime dal cielo (Early Edition) – serie TV, 2 episodi (1999-2000)
- Dharma & Greg – serie TV, un episodio (2000)
- Center of the Universe – serie TV, un episodio (2004)

## Doppiatori italiani
- Renato Mori in Punto zero
- Gualtiero De Angelis in Lo straniero senza nome
- Gianni Marzocchi in La parola di un fuorilegge... è legge!